# Patrie Bleue

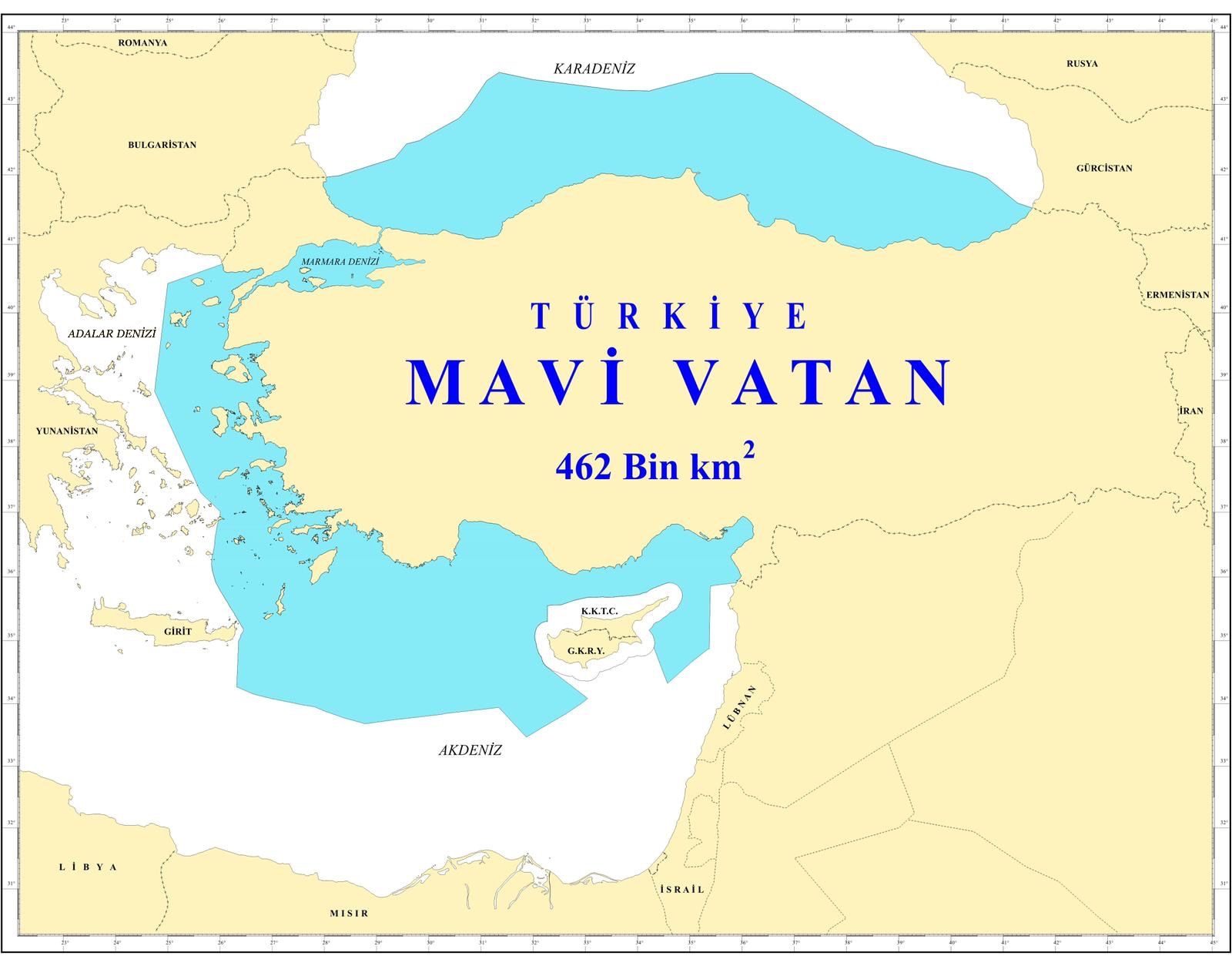
La carte la Patrie Bleue créée par Cihat Yaycı

La Patrie Bleue (turc : Mavi Vatan) est une doctrine juridique et géopolitique visant à protéger les intérêts nationaux de la Turquie en mer Égée, en mer Noire et en Méditerranée., y compris en posant des revendications sur des zones reconnues comme appartenant à ses voisins, comme la Grèce.

## Accord maritime Turquie-Libye
Le traité sur les frontières maritimes signé par la Turquie et la Libye le 27 novembre 2019 a été une initiative qui a changé la donne et le résultat des politiques menées par la doctrine de la Patrie Bleue.